# David Armstrong
David Armstrong (Durham, 26 dicembre 1954 – 21 agosto 2022) è stato un calciatore inglese, di ruolo centrocampista.

## Statistiche

### Cronologia presenze e reti in nazionale
| Cronologia completa delle presenze e delle reti in nazionale ― Inghilterra | Cronologia completa delle presenze e delle reti in nazionale ― Inghilterra | Cronologia completa delle presenze e delle reti in nazionale ― Inghilterra | Cronologia completa delle presenze e delle reti in nazionale ― Inghilterra | Cronologia completa delle presenze e delle reti in nazionale ― Inghilterra | Cronologia completa delle presenze e delle reti in nazionale ― Inghilterra | Cronologia completa delle presenze e delle reti in nazionale ― Inghilterra | Cronologia completa delle presenze e delle reti in nazionale ― Inghilterra |
| Data                                                                       | Città                                                                      | In casa                                                                    | Risultato                                                                  | Ospiti                                                                     | Competizione                                                               | Reti                                                                       | Note                                                                       |
| -------------------------------------------------------------------------- | -------------------------------------------------------------------------- | -------------------------------------------------------------------------- | -------------------------------------------------------------------------- | -------------------------------------------------------------------------- | -------------------------------------------------------------------------- | -------------------------------------------------------------------------- | -------------------------------------------------------------------------- |
| 31-5-1980                                                                  | Sydney                                                                     | Australia                                                                  | 1 – 2                                                                      | Inghilterra                                                                | Amichevole                                                                 | -                                                                          | 51’                                                                        |
| 13-10-1982                                                                 | Londra                                                                     | Inghilterra                                                                | 1 – 2                                                                      | Germania Est                                                               | Amichevole                                                                 | -                                                                          | 80’                                                                        |
| 2-5-1984                                                                   | Wrexham                                                                    | Galles                                                                     | 1 – 0                                                                      | Inghilterra                                                                | Torneo Interbritannico 1984                                                | -                                                                          | 77’                                                                        |
| Totale                                                                     |                                                                            | Presenze                                                                   | 3                                                                          |                                                                            | Reti                                                                       | 0                                                                          |                                                                            |

## Palmarès

### Club

#### Competizioni nazionali
- Second Division: 1

Middlesbrough: 1973-1974

#### Competizioni internazionali
- Coppa anglo-scozzese: 1

Middlesbrough: 1975-1976